# Николаев, Сергей Филиппович
Сергей Филиппович Никола́ев (бел. Сяргей Піліпавіч Нікалаеў; 13 (25) июля 1889, Москва — 26 июня 1973, Москва) — русский и советский сценограф

. Заслуженный артист РСФСР (1932). Народный художник Белорусской ССР (1949). Лауреат Сталинской премии второй степени (1950).

## Биография
Родился 13 (25 июля) 1889 года.
В 1912 году окончил Строгановское училище. Ученик К. А. Коровина. Будучи студентом, по эскизам последнего оформлял спектакли Большого, Малого и других московских театров. Первые самостоятельные театральные работы осуществил к гастрольным постановкам М. М. Мордкина.
С 1938 года много работал в Белорусской ССР, в частности, в БелБАТОБ, оказав значительное влияние на развитие театрально-декорационного искусства республики. В своём творчестве художник утверждал реалистические традиции театрально-декорационной «коровинской» школы.
Умер 26 июня 1973 года. Похоронен в Москве на Новодевичьем кладбище (участок № 2).

## Оформил спектакли
- 1938 и 1949 — «Царская невеста» Н. А. Римского-Корсакова
- 1939 — «В пущах Полесья» А. В. Богатырёва
- 1944 и 1947 — «Алеся» Е. К. Тикоцкого
- 1945 — «Кармен» Ж. Бизе
- 1949 — «Князь Игорь» А. П. Бородина; «Князь-Озеро» В. А. Золотарёва
- 1950 — «Иван Сусанин» М. И. Глинки; «Фауст» Ш. Гуно
- 1951 — «Эсмеральда» Ц. Пуни; «Тихий Дон» И. И. Дзержинского
- 1953 — «Аида» Дж. Верди
- 1954 — «Борис Годунов» М. П. Мусоргского
- 1957 — «Садко» Н. А. Римского-Корсакова; «Хованщина» М. П. Мусоргского

## Награды и премии
- орден Трудового Красного Знамени (30.12.1948; 25.02.1955)
- медаль «За трудовое отличие» (20.06.1940) — за выдающиеся заслуги в деле развития белорусского театрального и музыкального искусства
- заслуженный артист РСФСР (1932)
- народный художник БССР (1949)
- Сталинская премия второй степени (1950) — за оформление балетного спектакля «Князь-Озеро» В. А. Золотарёва, поставленного на сцене БелБАТОБ